# 近藤佳奈子
近藤佳奈子（日语：／ Kondō Kanako，1981年6月26日—），日本女性声优，所属的事务所是remax。出生于东京都，持有营养师的资格证书，也是声优组合外道乙女队、G.G.F.的原成员。 　　

## 簡歷
近藤与福圆美里是中学时代的朋友，并且在同一所高中毕业。出道后很长一段时间都是在Broccoli工作，在2006年6月1日起跳槽到remax，同时加入的有内田直哉、栗田かおり。
在WEB广播剧「ギルティギアのうぇぶらじおかもしれない」里，因为听众的電子郵件支持，获得石渡氏的关于让其担任《聖騎士之戰》的声优的承诺。因为在08年开始在人气格斗游戏《蒼翼默示錄》中，同时担任諾愛兒、Λ-11(拉姆達)、μ-12(謬恩)、ν-13(紐恩)的聲優（也因起用同一声优的缘故，暗示了她们之间的关系），获得极高的人气。
在2010年7月1日，即家用机版「BLAZBLUE CONTINUUM SHIFT」发售的同时，其个人首张专辑《Pandora》也同期发售，收录了包括游戏插入曲〈Pandora tears〉在内的5首歌曲。其中〈Pandora tears〉与〈Never Dream〉是由其本人填词的。

## 作品

### 動畫
2003年
- Di Gi Charat（子供A、ブウ子ちゃん）

2004年
- 銀河天使第四期（巨大ゴキブリ、くま〈ぬいぐるみ〉）

2005年
- それゆけ! 外道乙女隊（北華可菜子）
- Canvas2 〜虹色のスケッチ〜（放送部員）

2006年
- ギャラクシーエンジェる〜ん（ステリーネ）
- 死亡筆記本（海砂的學妹）
- ぽかぽか森のラスカル（スー）

2008年
- 西洋古董洋菓子店（客人A）

2010年
- 丸少爺（女子）

2011年
- 轉吧！企鵝罐（女警）

2012年
- 加速世界（Manganese Blade）
- 戰國Collection（高橋純）

2013年
- 蒼翼默示錄Alter Memory（諾愛兒‧梵密利歐、Λ-No.11、μ-No.12、紐恩(ν-No.13)）

2015年
- 櫻桃小丸子（男子）

### 遊戲
2008年
- 蒼翼默示錄系列（諾愛爾・梵密利歐,ν-No.13,μ-No.12,Λ-No.11）

2017年
- 星界神話（星霊・エリー）

2018年
- 蒼翼默示錄：交叉組隊戰 ( 諾愛爾・梵密莉利歐,ν-No.13)

## 外部連結
- 近藤佳奈子的X（前Twitter）